# Beffes
Beffes é uma comuna francesa na região administrativa do Centro, no departamento Cher. Estende-se por uma área de 11,93 km². Em 2010 a comuna tinha 641 habitantes (densidade: 53,7 hab./km²).